# قهوه فیلتری هندی
قهوه فیلتری هندی (انگلیسی: Indian filter coffee) نوعی نوشیدنی قهوه می‌باشد که از ترکیب شیر داغ و شکر با قهوه دم‌آوری‌شده‌ای است که به صورت قطره چکانی آماده شده است. قهوه دم آوری شده حاصل تراوش قهوه‌ای می‌باشد که با عبور آب داغ از روی پودر قهوهٔ آسیاب‌شده در اندازهٔ ریز که همراه با کاسنی است، درون یک صافی سنتی هندی تهیه گردیده است. این قهوه را قهوه ای «داغ، پرمایه، شیرین و با کف حباب‌دار روی قهوه» توصیف کرده‌اند و در هند به فیلتر کاپی معروف است.